# Johann Bernhard Bach il Giovane
Johann Bernhard Bach, il Giovane (Ohrdruf, 24 novembre 1700 – Ohrdruf, 12 giugno 1743), è stato un compositore tedesco.
Figlio di uno dei fratelli di Johann Sebastian, Johann Christoph, è detto il Giovane per distinguerlo dall'omonimo cugino in seconda del suo genitore. Studiò al Liceo di Ohrdruf e fu poi allievo dell'illustre zio a Weimar (1715-17) e a Köthen (1717-19). Rientrato a Ohrdruf, nel 1721 succedette al padre nella mansione di organista della Michaeliskirche. A lui si deve la redazione di una importante raccolta manoscritta di musiche organistiche e clavicembalistiche, il cosiddetto Andreas-Bach-Buch, che prende nome dal fratello Johann Andreas.